# Pop (U2의 음반)
| 평가 점수                  | 평가 점수 |
| 출처                       | 점수      |
| -------------------------- | --------- |
| AllMusic                   | [ 1 ]     |
| Christgau's Consumer Guide | [ 2 ]     |
| Entertainment Weekly       | B         |
| Jam! Showbiz               | [ 4 ]     |
| Los Angeles Times          | [ 5 ]     |
| The New Zealand Herald     | [ 6 ]     |
| NME                        | 8/10      |
| Orlando Sentinel           | [ 8 ]     |
| Rolling Stone              | [ 9 ]     |
| Spin                       | 9/10      |

《Pop》은 아일랜드의 록 밴드 U2의 아홉 번째 스튜디오 음반이다. 프로듀싱은 플러드, 호위 비, 스티브 오스본이 맡았고, 1997년 3월 3일, 아일랜드 레코드에서 발매되었다. 이 음반은 1990년대 음악적 재창조의 연속이었고, 이들이 자신들의 음악에 얼터너티브 록, 테크노, 댄스, 그리고 일렉트로니카 영향을 통합시켰다. 《Pop》은 샘플링, 루프, 프로그래밍 드럼 머신, 시퀀서 등 U2에 비해 상대적으로 새로운 다양한 생산 기법을 사용했다.
녹음 세션은 1995년에 넬리 후퍼, 플러드, 호위 비, 오스본 등 다양한 음반 제작자들과 함께 시작되었는데, 이들은 이 밴드를 다양한 전자적 영향을 끼쳤다. 당시 드러머 래리 멀런 주니어는 허리 부상으로 활동이 활발하지 않아 다른 밴드 멤버들에게 작사에 대한 다른 접근법을 취하게 했다. 멀런이 돌아오자, 밴드는 그들의 자료의 대부분을 재작업하기 시작했지만 결국 노래를 완성하기 위해 애썼다. 밴드가 녹음이 완성되기 전에 매니저 폴 맥기니스가 곧 있을 1997년 PopMart Tour를 예약하도록 허용한 후, 그들은 서둘러 그것을 배달하는 것을 느꼈다. U2는 1996년 크리스마스와 휴가 시즌에서 1997년 3월로 음반 발매일을 연기한 후에도 스튜디오에서 마지막 순간까지 노래를 완성하느라 시간이 부족했다.
1997년 2월 U2는 《Pop》의 테크노헤비 리드 싱글인 〈Discothèque〉을 발매했는데, 이 음반의 6개의 싱글 중 하나이다. 이 음반은 처음에 비평가들로부터 호평을 받았고 영국과 미국을 포함한 35개 국가에서 1위에 올랐다. 그러나 이 음반의 평생 판매량은 U2 카탈로그에서 가장 낮은 수준에 속하며, 미국 음반 산업 협회로부터 단 하나의 플래티넘 인증만 받았다. 돌이켜 보면, 이 음반은 음악 언론과 대중들에 의해 실망스러운 것으로 여겨진다. 완성된 상품은 U2의 마음에 들지 않았고, 이후 싱글 음반과 컴필레이션 음반 발매의 많은 곡들을 다시 녹음하고 리믹스했다. 《Pop》을 완성하는 데 소요된 시간이 투어를 위한 밴드의 리허설 시간을 단축시켜, 초기 쇼의 질에 영향을 주었다.

## 배경 및 작곡
1990년대 전반기에 U2는 음악적 스타일에 있어서 극적인 변화를 겪었다. 이 밴드는 1991년 음반 《Achtung Baby》와 1993년 《Zooropa》에서 얼터너티브 록과 전자 음악과 샘플 사용을 실험했다. 1995년, 이 그룹의 부프로젝트는 그들에게 이러한 장르를 훨씬 더 깊이 탐구할 수 있는 기회를 제공했다. 베이시스트 애덤 클레이턴과 드러머 래리 멀런 주니어는 일렉트로니카 스타일로 〈Theme from Mission: Impossible〉을 녹음했다. 이 음반은 1997년 그래미상 최우수 팝 기악 퍼포먼스상 후보에 올랐으며 세계적인 톱10 히트곡이었다. 1995년, U2와 브라이언 이노는 이름으로 "패신저스"로 실험 음반인 《Original Soundtracks 1》을 녹음했다. 이 프로젝트에는 호위 비, 코바야시 아키코, 루치아노 파바로티가 포함되었다.
보노와 디 에지는 《Pop》을 위해 본격적으로 녹음이 시작되기 전에 몇 곡의 곡을 썼었다. 〈If You Wear That Velvet Dress〉, 〈Wake Up Dead Man〉, 〈Last Night on Earth〉 그리고 〈If God Will Send His Angels〉는 원래 《Zooropa》 세션 동안 구상되었다. 〈Mofo〉와 〈Staring at the Sun〉도 이미 부분적으로 쓰여 있었다.

## 상업적 성과
《Pop》은 처음에 상업적으로 성공을 거두었으며, 영국과 미국을 포함한 27개국에서 1위로 데뷔했다. 발매 첫 주, 이 음반은 미국에서 349,000장이 판매되었다. 그러나 두 번째 주에는 판매량이 57% 감소하여 150,000장이 팔렸다. 이 음반은 빠르게 빌보드 200 차트에서 상위 10위권 밖으로 밀려났다. 《Pop》의 평생 판매량은 U2의 음반 중 가장 낮은 편에 속한다. 미국 음반 산업 협회에서 한 번 플래티넘 인증을 받았는데, 이는 밴드의 음반 중 《October》 이후 가장 낮은 수치였다.

## 곡 목록
모든 곡들은 U2에 의해 작사/작곡하였다.
| #   | 제목                              | 프로듀서              | 재생 시간 |
| --- | --------------------------------- | --------------------- | --------- |
| 1.  | 〈Discothèque〉                   | 플러드                | 5:19      |
| 2.  | 〈Do You Feel Loved〉             | 스티브 오스본, 플러드 | 5:07      |
| 3.  | 〈Mofo〉                          | 플러드                | 5:49      |
| 4.  | 〈If God Will Send His Angels〉   | 플러드, 호위 비       | 5:22      |
| 5.  | 〈Staring at the Sun〉            | 플러드, 오스본        | 4:36      |
| 6.  | 〈Last Night on Earth〉           | 플러드                | 4:45      |
| 7.  | 〈Gone〉                          | 플러드                | 4:26      |
| 8.  | 〈Miami〉                         | 플러드, 호위 비       | 4:52      |
| 9.  | 〈The Playboy Mansion〉           | 플러드, 호위 비       | 4:40      |
| 10. | 〈If You Wear That Velvet Dress〉 | 플러드                | 5:15      |
| 11. | 〈Please〉                        | 플러드, 호위 비       | 5:02      |
| 12. | 〈Wake Up Dead Man〉              | 플러드                | 4:52      |

## 인증
| 국가                                                  | 인증        | 판매량/출하량 |
| ----------------------------------------------------- | ----------- | ------------- |
| 아르헨티나 (CAPIF)                                    | 플래티넘    | 60,000^       |
| 오스트레일리아 (ARIA)                                 | 플래티넘    | 70,000^       |
| 오스트리아 (IFPI 오스트리아)                          | 플래티넘    | 50,000*       |
| 브라질 (Pro-Música Brasil)                            | 골드        | 100,000*      |
| 벨기에 (BEA)                                          | 플래티넘    | 50,000*       |
| 캐나다 (뮤직 캐나다)                                  | 3× 플래티넘 | 300,000^      |
| 핀란드 (Musiikkituottajat)                            | 골드        | 32,952        |
| 프랑스 (SNEP)                                         | 플래티넘    | 300,000*      |
| 독일 (BVMI)                                           | 골드        | 250,000^      |
| 홍콩 (IFPI 홍콩)                                      | 플래티넘    | 20,000*       |
| 이탈리아 (FIMI)                                       | 3× 플래티넘 | 300,000*      |
| 일본 (RIAJ)                                           | 플래티넘    | 0^            |
| 뉴질랜드 (RMNZ)                                       | 2× 플래티넘 | 30,000^       |
| 노르웨이 (IFPI 노르웨이)                              | 플래티넘    | 50,000*       |
| 폴란드 (ZPAV)                                         | 골드        | 0*            |
| 스페인 (PROMUSICAE)                                   | 플래티넘    | 100,000^      |
| 스웨덴 (GLF)                                          | 골드        | 40,000^       |
| 스위스 (IFPI 스위스)                                  | 플래티넘    | 50,000^       |
| 영국 (BPI)                                            | 플래티넘    | 300,000^      |
| 미국 (RIAA)                                           | 플래티넘    | 1,000,000^    |
| 요약                                                  |             |               |
| 유럽 (IFPI)                                           | 2× 플래티넘 | 2,000,000*    |
| *판매량을 기반으로 한 인증 ^출하량을 기반으로 한 인증 |             |               |